# Melanie Kraus
Melanie Kraus (Mönchengladbach, 24 oktober 1974) is een Duitse langeafstandsloopster, die is gespecialiseerd in de marathon.

## Loopbaan
Haar eerste succes behaalde Kraus in 1999. Ze werd Duitse kampioene op de 10.000 m. Kort hierop liep ze op de Route du Vin in 1:09.36, de op dat moment derde snelste tijd van een Duitse.
Bij haar marathondebuut in 2000 op de marathon van Berlijn eindigde ze op een vijfde plaats in 2:27.58. Op de wereldkampioenschappen van 2001 in Edmonton werd ze 23e en in hetzelfde jaar werd ze tweede op de Frankfurt Marathon.
Daarna had Melanie Kraus veelvuldig te kampen met blessures, wat ten koste ging van haar prestaties. Desondanks won ze in 2004 de marathon van Essen in een parcoursrecord van 2:34.18 en werd een jaar later vierde op de marathon van Berlijn. In 2006 won ze de Bietigheimer Silvesterlauf.
Tijdens de Düsseldorf-Marathon 2007 lukte het haar een comeback te maken en zich met 2:30.38 (tweede plaats) te kwalificeren van de wereldkampioenschappen in de Japanse stad Osaka. Daar liep ze onder moeilijke omstandigheden, maar verdeelde haar krachten goed. Op het 25 kilometerpunt lag ze 35e in de wedstrijd en ze finishte als 20e in 2:37.20.
Slechts twee maanden later won Kraus op 28 oktober 2007 de Frankfurt Marathon door op het eind de Russische Svetlana Zacharova voorbij te steken en te finishen in 2:28.56. Op de Olympische Spelen van 2008 in Peking behaalde ze 38e plaats in 2:35.17.
Sinds 1997 is Melanie Kraus aangesloten bij de Turn- und Sportverein Bayer 04 Leverkusen. Van beroep is ze apotheker.

## Titels
- Duits kampioene 10.000 m - 1999

## Persoonlijke records
Baan
| Onderdeel | Prestatie | Datum           | Plaats            |
| --------- | --------- | --------------- | ----------------- |
| 3000 m    | 9.09,22   | 5 augustus 1999 | Bergisch Gladbach |
| 5000 m    | 15.41,89  | 13 mei 1998     | Koblenz           |
| 10.000 m  | 32.21,31  | 27 mei 2000     | Troisdorf         |

Weg
| Onderdeel      | Prestatie | Datum             | Plaats       |
| -------------- | --------- | ----------------- | ------------ |
| 10 km          | 32.25     | 22 september 2007 | Leverkusen   |
| halve marathon | 1:09.36   | 26 september 1999 | Grevenmacher |
| marathon       | 2:27.57   | 10 september 2000 | Berlijn      |

Indoor
| Onderdeel | Prestatie | Datum            | Plaats       |
| --------- | --------- | ---------------- | ------------ |
| 3000 m    | 9.12,47   | 12 februari 2000 | Sindelfingen |

## Palmares

### 3000 m
- 1997:  Duitse indoorkamp. - 9.20,64
- 1998:  Duitse indoorkamp. - 9.24,17
- 2000:  Duitse indoorkamp. - 9.12,47

### 5000 m
- 1997: 6e Duitse kamp. - 15.54,02
- 2006: 4e Duitse kamp. - 16.25,98
- 2007:  Duitse kamp. - 16.14,79

### 10.000 m
- 1996: 6e Duitse kamp. - 33.03,40
- 1997: 5e Duitse kamp. - 32.41,40
- 1998:  Duitse kamp. - 32.23,62
- 1999:  Duitse kamp. - 33.28,49
- 2000:  Duitse kamp. - 32.21,31
- 2001: 4e Duitse kamp. - 32.51,07
- 2003: DNF Duitse kamp.

### 5 km
- 1995: 11e Darmstadter Nike-Frauenlauf - 16.29
- 1999:  International Korschenbroich Stadtlauf - 16.03
- 1999: 5e Bit-Silvesterlauf in Trier - 16.08
- 2001:  Korschenbroicher Citylauf - 15.57
- 2002: 11e Hauptlauf in Neuss - 15.54,5
- 2005: 10e Neusser Sommernachtslauf in Neuss - 16.20
- 2007: 14e Neusser Sommernachtslauf in Neuss - 17.14

### 10 km
- 2004:  Herner Saint Martini City-Lauf - 34.00
- 2005:  Rund um das Bayer-Kreuz in Leverkusen - 33.37
- 2005:  Avon Running Berliner Frauenlauf - 34.22
- 2005:  Bewag Berlin City-Nacht Lauf - 33.54
- 2005:  Bergisch Gladbacher Stadtlauf - 33.21
- 2005:  Herner Saint Martini City-Lauf in Herne - 33.19
- 2006:  Rund um das Bayer-Kreuz in Leverkusen - 33.40
- 2006:  Vattenfall City-Nacht on Kurfürstendamm in Berlijn - 34.11
- 2006: 6e Kö-Lauf in Düsseldorf - 35.44
- 2007:  Rund um das Bayer-Kreuz in Leverkusen - 32.55
- 2007:  ELV Leverkusen - 35.44
- 2007:  Krems Sonnwendlauf - 34.09
- 2007:  Vattenfall City-Nacht in Berlijn - 32.46
- 2007:  AVEA Citylauf in Leverkusen - 33.25
- 2008:  Rund um das Bayer-Kreuz in Leverkusen - 33.29
- 2008:  Avon Running Berliner Frauenlauf in Berlijn - 33.23
- 2008:  ELV Leverkusen - 34.31
- 2008:  Vattenfall City-Nacht in Berlijn - 33.56
- 2008:  Kö-Lauf in Düsseldorf - 33.18
- 2009:  Rund um das Bayer-Kreuz in Leverkusen - 33.12
- 2009: 7e Vattenfall City-Nacht in Berlijn - 35.58
- 2012:  Rund um das Bayer-Kreuz in Leverkusen - 33.50

### halve marathon
- 1997: 6e Route du Vin - 1:13.55
- 1999:  Route du Vin - 1:09.36
- 2001:  halve marathon van Leverkusen - 1:11.39
- 2001: 5e Route du Vin - 1:13.07
- 2003:  halve marathon van Verl - 1:15.27
- 2004:  Duitse kamp. in Siegburg - 1:13.50
- 2005:  halve marathon van Leverkusen - 1:09.58
- 2005:  halve marathon van Klagenfurt - 1:13.13
- 2006: 5e halve marathon van Berlijn - 1:13.58
- 2006:  halve marathon van Leverkusen - 1:14.31
- 2006:  halve marathon van Klagenfurt - 1:14.23
- 2007: 6e Venloop - 1:14.35,3
- 2009:  halve marathon van Leverkusen - 1:17.54
- 2010:  halve marathon van Leverkusen - 1:15.07

### marathon

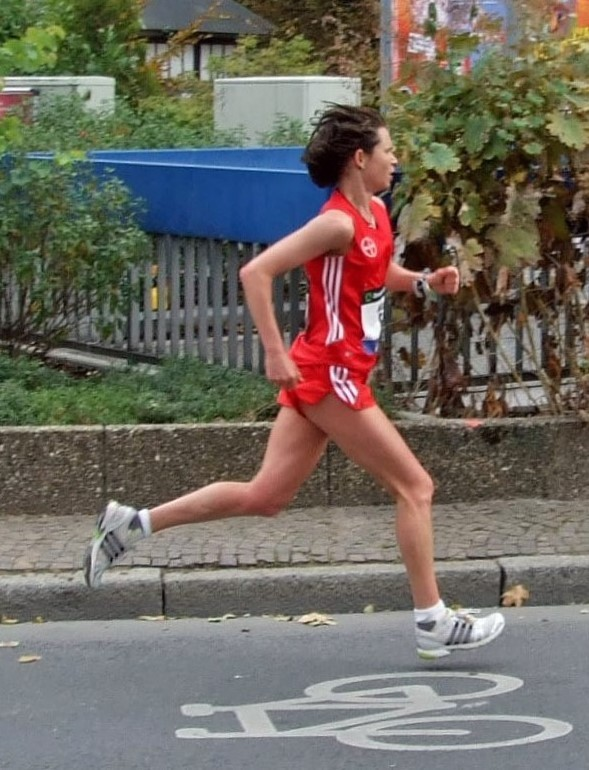
Tijdens de Frankfurt Marathon 2007

- 2000: 5e marathon van Berlijn - 2:27.58
- 2001: 23e WK in Edmonton - 2:34.51
- 2001:  marathon van Frankfurt - 2:31.29
- 2002: 17e EK in München - 2:44.56
- 2004:  marathon van Essen - 2:34.18
- 2005: 8e marathon van Hamburg - 2:34.30
- 2005: 4e marathon van Berlijn - 2:34.23
- 2006: 6e marathon van Berlijn - 2:35.37
- 2007:  marathon van Düsseldorf - 2:30.38
- 2007: 20e WK in Osaka - 2:37.20
- 2007:  marathon van Frankfurt - 2:28.56
- 2008:  marathon van Düsseldorf - 2:33.36
- 2008: 38e OS in Peking - 2:35.17
- 2008:  marathon van Frankfurt - 2:28.20
- 2010: 4e marathon van Düsseldorf - 2:36.00

### veldlopen
- 1994: 49e EK in Alnwick - 15.38
- 1995: 23e EK in Alnwick - 14.34
- 1997:  Duitse kamp. in Gotha - 16.30
- 1997: 10e EK in Oeiras - 18.20
- 1999:  Duitse kamp. in Viersen-Süchteln - 26.10
- 2000: 63e WK (korte afstand) in Vilamoura - 13.55
- 2004: 9e Duitse kamp. in Bremen - 22.47

- Gemeinsame Normdatei: 1136750592
- World Athletics: 14278491
- Virtual International Authority File: 5887150032999811180006
- WorldCat: E39PBJcKGCBVX3Gk37XVmH63Qq